# Medaliați olimpici
Această pagină conține listele tuturor medaliaților olimpici începând cu anul 1896.

## Sporturi olimpice de vară
Sursa: olympic.org
| - Atletism (bărbați) (femei) - Badminton - Basebal - Baschet - Box - Caiac canoe (bărbați) (femei) - Canotaj (bărbați) (femei) - Ciclism (bărbați) (femei) - Călărie - Fotbal - Gimnastică (bărbați) (femei) - Handbal |  | - Hochei pe iarbă - Înot (bărbați) (femei) - Înot sincron - Judo - Pentatlon modern - Polo - Sailing - Sărituri natație - Scrimă (bărbați) (femei) - Softbal - Taekwondo - Tenis de câmp |  | - Tenis de masă - Lupte - Tir - Tir cu arcul - Triatlon - Volei - Weightlifting - Wrestling |

### Foste sporturi
| - Basque pelota - Cricket - Croquet - Golf |  | - Jeu de paume - Lacrosse - Rackets |  | - Roque - Rugby union - Tug of war - Water motorsports |

## Sporturi olimpice de iarnă
| - Biatlon - Bob - Combinata nordică - Curling - Hochei pe gheață |  | - Patinaj artistic - Patinaj viteză - Patinaj viteză pe pistă scurtă - Schi acrobatic - Sanie |  | - Sărituri cu schiurile - Schi alpin - Schi fond (bărbați) (femei) - Skeleton - Snowboard |